# Батушкін Василь Єгорович
Василь Єгорович Батушкін (1918, тепер Сосновський район Тамбовської області,  Російська Федерація —?) — радянський молдавський діяч, 1-й секретар Рибницького районного комітету КП Молдавії. Кандидат у члени ЦК Комуністичної партії Молдавії, член ЦК Комуністичної партії Молдавії. Депутат Верховної ради СРСР 5-го скликання. 

## Життєпис
Народився в селянській родині. Освіта незакінчена вища.
Член ВКП(б) з 1939 року.
З 1939 по 1945 рік служив у Червоній армії, був учасником німецько-радянської війни.
У 1946—1950 роках — інструктор обласного комітету ВКП(б); секретар районного комітету ВКП(б).
У 1950—1952 роках — начальник політичного відділу машинно-тракторної станції (МТС).
У 1952 —  після 1960 року — 1-й секретар Рибницького районного комітету КП Молдавії.
На 1962—1964 роки — начальник Тираспольського районного виробничого колгоспно-радгоспного управління Молдавської РСР. 
На 1965—1966 роки — 1-й заступник міністра сільського господарства Молдавської РСР.
Подальша доля невідома.

## Нагороди
- орден Леніна
- орден Червоної Зірки
- медаль «За бойові заслуги»
- медаль «За оборону Москви»
- медалі